# Adolfo Orsi
Adolfo Orsi (Modena, 23 marzo 1888 – Modena, 26 ottobre 1972) è stato un imprenditore italiano specializzato nel settore automobilistico, conosciuto per essere stato proprietario della Maserati.

## Biografia
Proveniva da una famiglia povera di Sant'Agnese, quartiere di Modena. A soli 11 anni, nel 1899, perse il padre.
Negli anni della maturità creò delle attività di successo; alla fine degli anni venti costruì impianti per la lavorazione del cascame del ferro, un centro siderurgico e un'azienda di macchine agricole, impiegando alcune migliaia di lavoratori di Modena e dintorni.
Nel 1935 con suo fratello Marcello fu coinvolto nell'apertura di una concessionaria FIAT, la FIAT A.M. Orsi. Il 9 gennaio 1950, la sua decisione di licenziare 500 operai delle Fonderie riunite e riassumerne solo metà a sua discrezione, causò uno sciopero che venne represso dalla Polizia nel sangue (6 morti e 200 feriti). È conosciuto come: l'eccidio delle Fonderie Riunite di Modena.

## Maserati

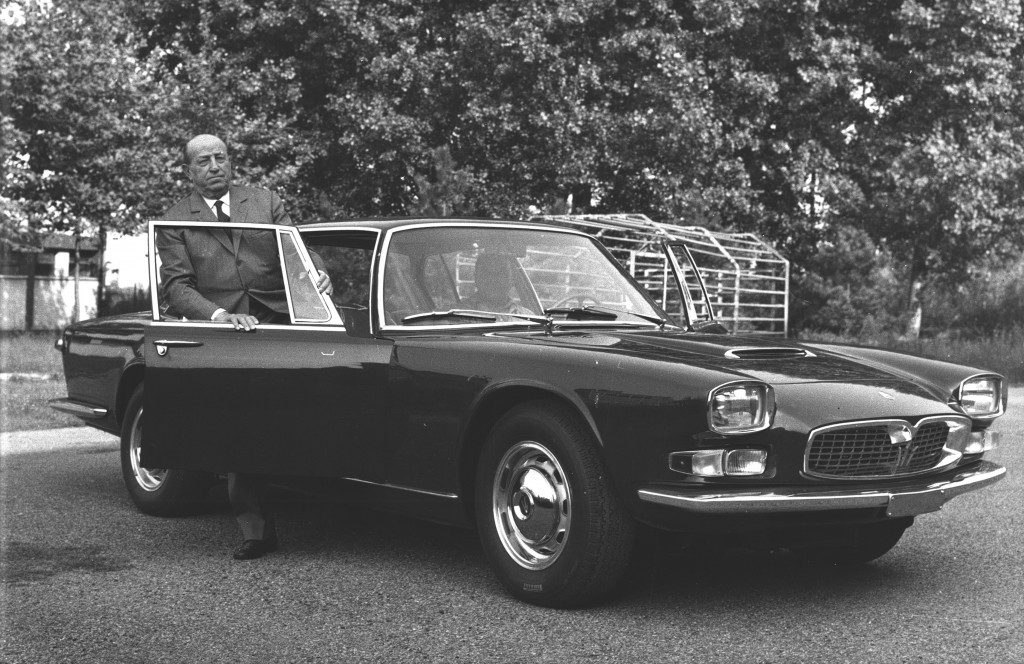
Adolfo Orsi mentre sale su una Maserati Quattroporte I

Acquistò la Maserati in difficoltà economica nel 1937, impiegando suo figlio Omer Orsi come manager. Tre dei fratelli Maserati restarono dieci anni in azienda nel reparto ingegneria.
Adolfo Orsi spostò la produzione delle autovetture Maserati da Bologna a Modena nel 1940, vicino al suo centro siderurgico e ad una sua fabbrica di candele di accensione. Successivamente assunse suo cognato Alceste Giacomazzi come nuovo direttore generale, e dalla Ferrari prese come progettista Alberto Massimino (1944-1952) e Juan Manuel Fangio come pilota (1953).
Fu coinvolto presidente del Modena dal 22 settembre 1945 al 28 giugno 1948, nei suoi anni di maggior successo.
Negli anni successivi Orsi si trovò faccia a faccia con pesanti problemi, sia quando la Maserati si trovò ad essere temporaneamente chiusa per ristrutturazioni, sia quando gli operai dell'acciaieria Riunite manifestavano dopo una serrata in cui Orsi voleva la riapertura con metà dei 500 operai selezionati unilateralmente. Tale sciopero culminava con l'Eccidio delle Fonderie Riunite di Modena del 9 gennaio 1950, in cui la polizia uccise 6 persone e ne ferì circa 200.
La fonderia riaprì, ma fu venduta dopo poco per essere riacquistata nel 1952, quando il patrimonio di famiglia fu diviso fra i fratelli e sorelle. Adolfo prese la Maserati, sua sorella Ida la sezione della Maserati che si occupava di motocicli (la “Società Anonima Fabbrica Candele Accumulatori Maserati”) e suo fratello Marcello la restante parte del patrimonio.
Adolfo Orsi accettò un accordo di fornitura di macchine utensili con l'Argentina, direttamente dal presidente Juan Domingo Perón (1954). A seguito della Rivoluzione Liberatrice e all'esilio di Péron, la riscossione dei pagamenti fu difficoltosa. Una situazione analoga si creò col governo spagnolo. Le difficoltà economiche portarono la Maserati in un primo momento in amministrazione controllata.
Adolfo Orsi rimase attivo in Maserati fino al 1968, quando Orsi decise di vendere l'azienda alla Citroën, che aveva in precedenza acquisito una quota di maggioranza della Maserati come anticipo per un contratto volto alla produzione di un motore per la Citroën SM.
Anche il figlio di Omer Orsi si chiama Adolfo (nato nel 1951).